# Russula adusta
Espèce
La Russule brûlée, Russula adusta, est un champignon de l'ordre des Russulales.

## Synonymes
- Agaricus adustus Pers.
- Russula nigricans var. adusta